# 臺灣短翅鶯
又名褐色叢樹鶯，为蝗鶯科蝗鶯屬下的一个种。
本种原名Bradypterus alishanensis Rasmussen, Round, Dickinson & Rozendaal, 2000，后移入蝗莺属。2022年，为了与其新的分类地位相符，“中国鸟类名录”10.0版将台湾短翅莺的中文名修改为台湾短翅蝗莺。

## 分類
本種曾被認為是高山短翅鶯 ( 當時學名為 Bradypterus seebohmi ) 的一個亞種 ( B. s. melanorhynchus ) ；後因其特殊的鳴聲和包括喙型、較大的腳、翼式及較灰暗的羽色等形態差異在2000年將其提升為獨立特有種台湾短翅莺( B. alishanensis )。後來被移到蝗鶯屬( Locustella sp. )。
屬名 Locustella 來自拉丁文，是「蝗蟲」的意思，指蝗鶯屬多會發出類似蝗蟲的聲音。種名 alishanensis 是產自台灣「阿里山的」的意思。

## 特徵
雌雄鳥同型。全長10-14公分，體重8-11公克。嘴細，黑色，略向下彎，翼短， 體型嬌小，尾羽很長，腳纖細。體背鏽褐色而帶有橄欖綠色，雙翼和尾羽暗褐色，各羽外緣鏽褐色，眉斑淡黃色，腮、喉和腹部中央污白色，喉和上胸分布黑色小點，兩脇與尾下覆羽與背同色。雛鳥體色淡灰。喙黑色，上喙邊緣和下喙基部淡褐色。跗蹠及趾淡褐色。 

## 行為與習性
為底棲性鳥類。常出現於海拔500~3000公尺山區林緣或開闊地的濃密草叢及灌叢中，性情害羞，常單獨躲於底層雜草中，少出現於開闊地區，常在水邊低枝或地面覓食，主要食物為昆蟲。在野外常有雙翼豎起的動作，原因不明。冬季會下降到較低海拔的山區活動。春夏繁殖季常會發出類似打電報的「滴…答答、滴…答答」或「幾畢、幾畢」的嘹亮聲音，所以也有人暱稱它們為電報鳥。
繁殖季主要在五月中旬至六月下旬，會以芒草等乾葉築巢於叢藪的底部，巢呈杯狀。
每窩共產兩枚卵，呈白色，表面散布紅紫色斑點，其鈍端斑點較濃，形成帽狀，卵的大小平均約為19×14 mm。雌雄鳥皆參與孵卵。 

## 保育
在保育等級上屬一般類。在國際自然保護聯盟瀕危物種(IUCN)紅色名錄內保護等級為無危LC。 台湾短翅莺在適當的棲地內，種群數量尚稱普遍，高山地區的開闊草生地環境還算穩定，近年高山農業受到政策與經濟因素的限制，開發壓力減緩，對台湾短翅莺的族群繁衍應有正面的助益。